# CRV7航空火箭彈
CRV7（為英語：的縮寫，意為：7厘米加拿大火箭載具）是一系列由在曼尼托巴省溫尼伯市的布里斯托爾航天公司所生產的2.75英寸（70毫米）折疊式對地攻擊火箭彈。從1970年代早期推出起，它被視為標準美國2.75英寸空對地火箭彈的升級版本。這也是同級別中最強大的、第一款力量足以貫穿標準的華沙條約飛機機庫的武器。CRV7仍然是迄今為止火力最強大的空對地攻擊火箭彈之一，並且已經慢慢地成為美國以外的西方國家軍隊事實上的標準武器。

## 研發
1950年代後期，加拿大軍備研究與發展機構研究CRV7這種高性能固體燃料火箭的計劃分支，並對於反弹道导弹的一般計劃當中存在的一部分问题進行研究。在Aerojet公司的協助下，加拿大軍備研究與發展機構和布里斯托爾方面研發了“推進測試載具”以測試新型燃料和发动机設計。這個計劃亦帶動了黑布蘭特探空火箭的發展，該火箭自1965年首飛，並從此以後取得了長期而成功的服役生涯。
1970年代早期，加拿大軍備研究與發展機構和布里斯托爾決定使用相同的推進劑和發動機設計，生產新型2.75英寸（70毫米）火箭，並用以以裝備CF-104「星」式戰鬥機。1973年，成為結果的RLU-5001/B（C-14）發動機由布里斯托爾以生產形式首次交付。其總衝量為2.320磅力每秒（10.3千牛頓每秒），燃燒時間為2.2秒。火箭的空重為6.6千克，通常裝有一枚從美國火箭彈之中取用的10磅（4.5千克）高爆彈頭。

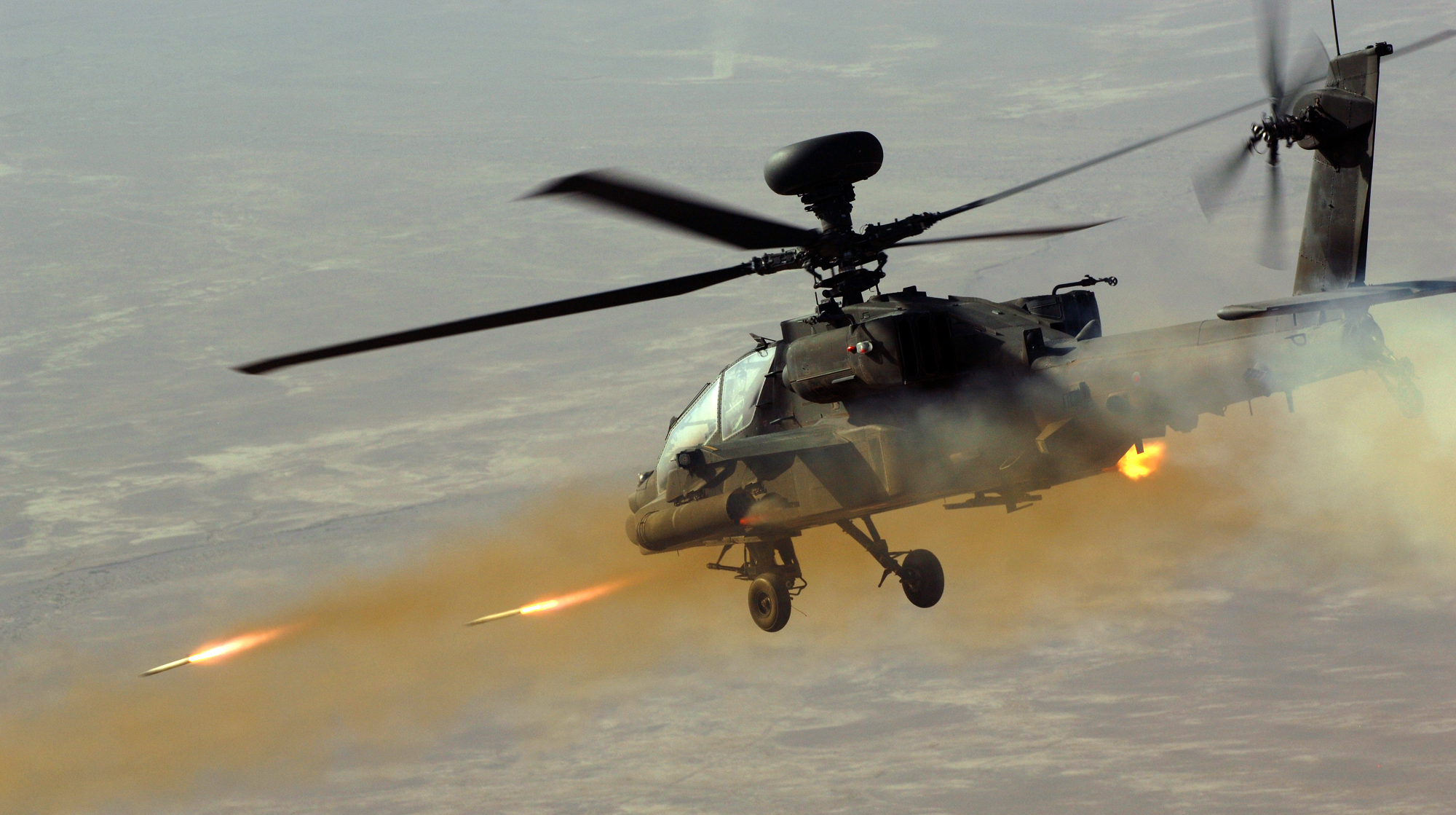
2008年，一架英國陸軍駐阿富汗的陸軍航空兵團所屬的WAH-64阿古斯特維斯特蘭「阿帕奇」攻擊直升機在巡邏期間發射CRV7火箭彈攻擊武裝分子。

與CRV7所取代的美國Mk 40「萬能老鼠」火箭彈相比，前者更龐大的能量燃料和更新型的彈身設計，帶來了更長而更平直的彈道，而且衝擊能量是後者的兩倍。其最大有效射程超過4,000公尺，可讓其從大多數短程防空武器的外圍發射。相比之下，「萬能老鼠」或九頭蛇70需要從更近的地方發射，需要冒著將發射火箭的飛機佈置在目標周圍的地面武器的範圍以內的潛在風險。
無制導火箭彈通常以旋轉穩定彈身，就像步槍子彈一樣。當火箭彈離開發射管以後，火箭彈身後部的三片尾翼就會自行旋轉，並使氣流轉向。尾翼需要在很短的時間以內展開，還有更多的時間以啟動火箭彈的自行旋轉。但在此期間，火箭彈可能會大大偏離原來的瞄準點。CRV7藉由在火箭排氣管中增加的小翼片以解決這個問題，以便在火箭彈離開發射管之前就開始旋轉，大大提高了準確性。在解決以前的一批舊設計的CRV7會對彈撞擊點周邊多三分之一面積的目標地區造成影響。
這種武器最初測試的散佈範圍是4千分弧，但當使用CF-18“大黃蜂”進行的測試中證表明，它的精度甚至更高見至3千分弧。這精度比大多數戰鬥機以上所武裝的機炮更為優秀，比如廣泛使用的M61「火神」的額定精度為8千分弧，而更龐大、相當沉重的GAU-8「復仇者」的額定精度為5千分弧。
CRV7剛剛投入加拿大皇家空軍服役之初，它亦成為參與法國火箭彈的競標者之一。競標當中的其中一部份使用一枚無戰鬥部的火箭彈擊中一座塔。加拿大飛行員在他第一次嘗試中命中，但其發射的目標似乎是假定功率低得多的Mk 40，因此在足夠接近以下火箭發動機還在發火。剩餘的未燃燒的推進劑因推進劑槽破碎，導致火箭發動機具有更多可燃燒的表面積，結果反過來將燃燒的壓力和速率都增加到不再被認為是燃燒的速度，但導致的是爆燃將塔摧毀了。無妄之災的是，因為法官拒絕相信發射的是無戰鬥部的火箭彈，所以該飛行員被取消了資格。

## 引擎研發
RLU-5001/B（C-14）發動機當中的铝基燃料產生了相當大量的煙霧。這雖然適用於可快速清除羽流的高速飛機，但卻導致它不適用於速度較慢的飛機和直升機，因為這使得兩者需要冒著內在煙霧中飛行一段時間的風險。這個問題導致了RLU-5002/B（C-15）發動機的研發，因為這種發動機不含鋁，而產生的煙霧少得多。其總衝量力稍低，為2,185磅力每秒（9.7千牛頓每秒）。原來的C-15使用了一枚尾部式點火器，當火箭彈發射時會被火箭彈拋出來。但在某些情況下，點火器會撞擊飛機，並且造成輕微的損害。為了解決這個問題，因而導入了RLU-5002A/B（HEPI），並裝有一具“頭端永久式點火器”，在發射時不會拋出來。

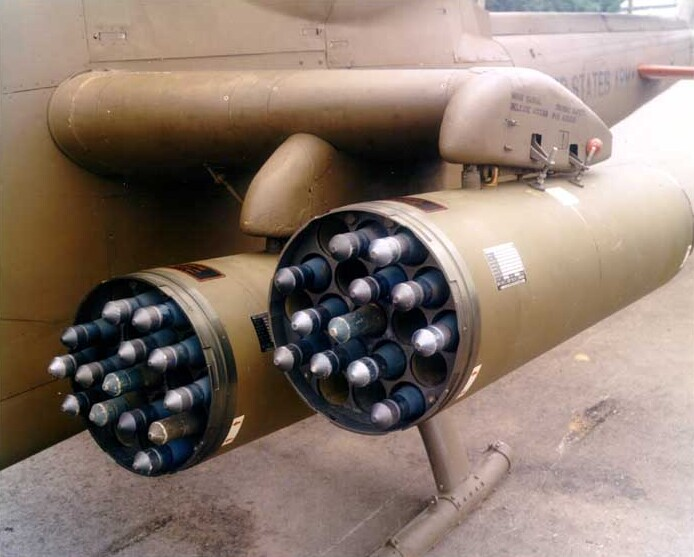
裝填九頭蛇70的M261 19管輕型火箭發射器，使用C-17發動機的CRV7亦可裝填於該發射器上。

用於直升機的最新型RLU-5004（C-17）和C-18發動機衝量為稍低的1,905磅力每秒（8.5千牛頓每秒），但幾乎不噴出任何煙霧。使用C-17發動機的CRV7與美國九頭蛇70的各型發射器兼容，並可讓其從地面上的戰鬥車輛以上發射。

## 彈頭

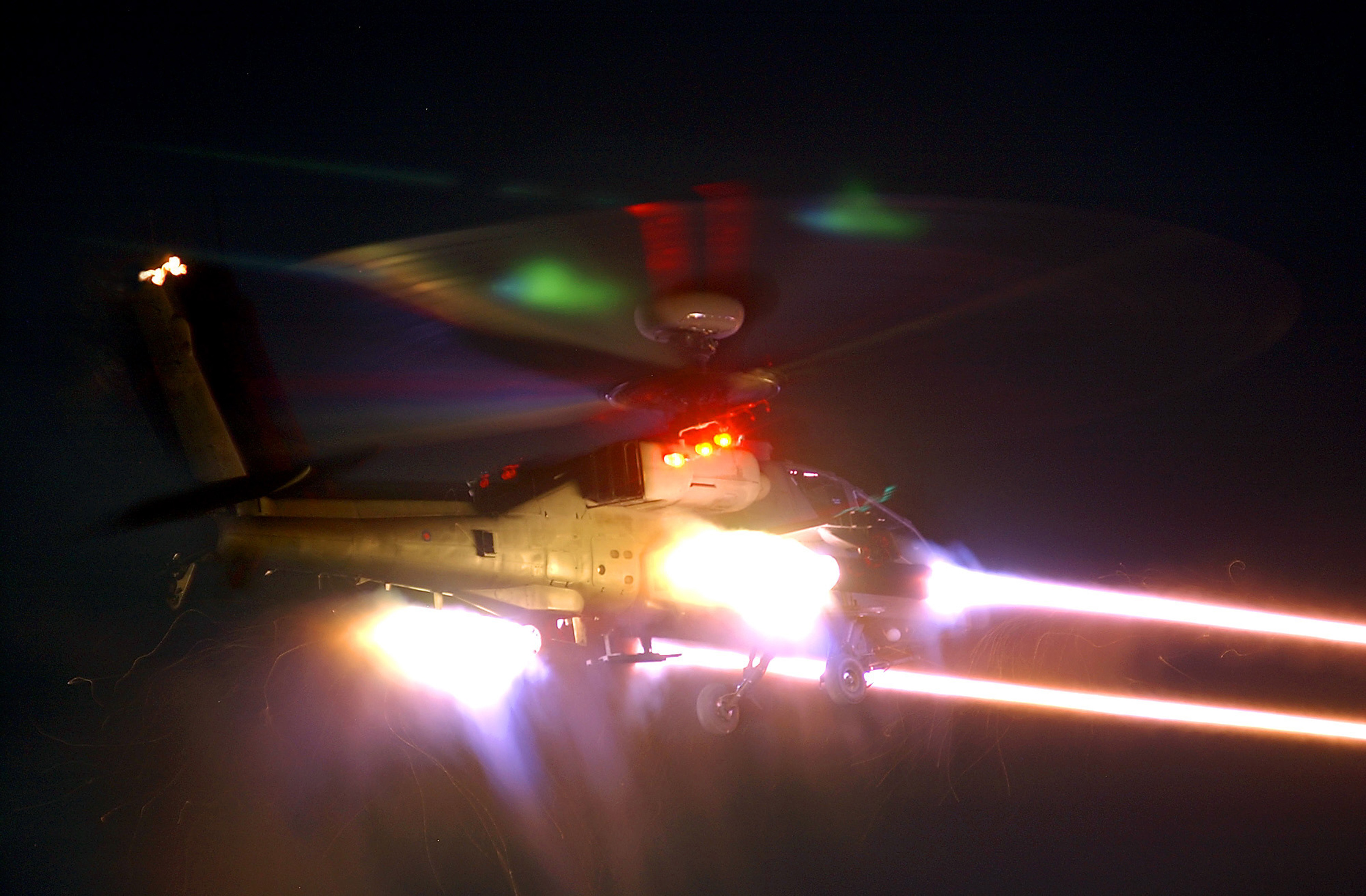
一架英國陸軍WAH-64“阿帕奇”攻擊直升機在多塞特郡的拉爾沃思山脈／巴溫頓營地舉行為期兩天的實彈演習中，向射程範圍內的目標發射了一批CRV7（訓綀）型火箭彈。

最初的CRV7主要彈頭是美國M151高爆彈尖引爆（HEPD）彈，一枚簡單的撞擊式10磅（4.5公斤）高爆彈。與美國2.75英寸武器一樣，CRV7也可以裝備M156白磷彈（英語：White Phosphorus，縮寫：WP）或M257／M278降落傘照明彈（热诱饵弹；後者為红外线型）。布里斯托爾還推出了自行生產的WTU-5001/B訓練彈，由一個裝在尼龍整流罩之中的8磅扁平軟鋼棒所組成，後來又推出了一枚類似的硬化鋼棒型WTU-5001A/B。這些彈藥與M151的彈道相互匹配，用於訓練目的，在為加拿大部隊研發和推出武器時起便受廣泛採用。
布里斯托爾隨後採用重達16磅的WDU-50001/B“防夾擊”彈頭，一種半穿甲高爆燃燒彈（英語：High-explosive incendiary/armor-piercing ammunition，縮寫：SAPHEI／HEISAP）彈頭，用於擊破鋼筋混凝土建築物，特別是加固飛機掩體。它的沉重的鋼殼可讓火箭彈在75克燃燒彈頭點燃之前貫穿飞机库的牆壁。該火箭彈可以貫穿13英尺土、3英尺混凝土和1英寸鋼所組成的掩體。
CRV7具有很高的動能，測試人員驚訝地發現其訓練彈（裝有8英寸實心鋼棒型侵徹體）貫穿了用於射靶訓練、落伍的百夫长坦克。這結果引導出了專門的反坦克彈頭的研發，以钨棒取代了訓練彈頭當中的鋼棒。這種新型反坦克彈頭可從任何攻擊角度貫穿苏联T-72主戰坦克的装甲。對這方面進一步研究所引導的成果是WDU-5002/B飛鏢反坦克彈（英語：Flechette Anti-Tank，縮寫：FAT）彈頭，內裝五枚鎢強化鋼製飛鏢，可以在10,000英尺（3,000米）的距離貫穿T-72的側面和頂部裝甲。這對於中型和輕型装甲车而言，也是一種有用的彈頭。而更進一步的研發所引導的成果是WDU-500X/B“通用飛鏢彈”，它可釋放了80枚鎢製飛鏢，可以貫穿1.5英寸的軋壓加固裝甲，用以對付人員，一些輕型裝甲、外殼薄弱的車輛和直升機。
布里斯托爾還從賴於福斯彈藥工廠轉售了RA-79，一款用於攻擊航運的半穿甲彈。
CRV-7多用途子炸彈（英語：Multi-Purpose Submunition，縮寫：MPSM）在每枚火箭彈以上裝有9枚M73（榴彈）子炸彈。因此可以將其歸類為集束炸彈。2009年7月，按照根據集束彈藥公約的解釋，英國銷毀了其最後一批CRV-7多用途子炸彈的存貨。

## 精確導引型CRV-7
2006年，布里斯托爾開始測試CRV7的新版本：CRV7-PG。這型武器亦在同年的欧洲国际防务展上首度展出。布里斯托爾目前的持有者，麥哲倫航天公司從2007年開始出售。
PG型（為英語：的縮寫，意為：精確制導）導入了由康斯博格防務和航天部門研發的尋標器，可以安裝在任何未經修改的CRV7版本的彈頭前方。尋標器使用了簡易型惯性导航系统作為中繼，直到迫近作為目標的終端以前一直使用雷射指示器尋的。而且還有其他版本提供反輻射尋標，或是全球定位系统制導。精確制導套件包括增加尾翼和飛行控制系統。將雷射尋標器與飛鏢反坦克彈頭結合起來以後所生產出來的一種有遠程打擊能力的反坦克导弹比AGM-114地獄火飛彈等傳統平台更快更便宜。
另外還研發了用於特種部隊使用的CRV7-PG版本，並從安裝在6×6三軸輪型底盤車輛以上的單一發射管中發射。在使用時，將搭載該武器的車輛駛到現場上，然後從掩體後方發射制導化火箭彈，瞄準前線隊伍所指定的位置並加以打擊。

## 資料來源
筆錄
1. ↑  .   [2018-01-13]. （原始内容存档于2016-03-10）.
2. ↑  "Then and Now: The CRV7" （页面存档备份，存于）, Defence Research and Development Canada
3. 1 2 3 4  新設計已經解決了。
4. 1 2 3  "New roles for Canadian rocket" （页面存档备份，存于）, FLIGHT International, 11 February 1984, pg. 381
5. ↑  "GAU-8 Avenger" （页面存档备份，存于）, GlobalSecurity.com
6. ↑  .   [2009-09-14]. （原始内容存档于2009-07-14）.
7. ↑  新設計為迴轉式。
8. ↑  "Anti-Bunkerette" （页面存档备份，存于）, April 2002
9. ↑  "Flechette Anti-Tank Warhead" （页面存档备份，存于）, Bristol Aerospace, August 2002
10. ↑  "General Purpose Flechette Warhead for Attack Helicopters" （页面存档备份，存于）, Bristol Aerospace, November 2001
11. ↑  "RA-79 High Explosive Incendiary Semi-Armour Piercing" （页面存档备份，存于）, April 2002
12. ↑  Survey of Cluster Munition Policy and Practice, pub Human Rights Watch, February 2007, p18.[永久]
13. ↑  Myska, Sangita. . BBC News. 2008-05-19  [2018-01-13]. （原始内容存档于2008-12-06）.
14. 1 2  .   [2018-01-13]. （原始内容存档于2018-01-14）.
15. ↑  .   [2018-01-13]. （原始内容存档于2018-01-14）.
16. ↑   (PDF).   [2018-01-13]. （原始内容存档 (PDF)于2017-05-16）.
17. ↑  "Guided Air-Ground Rockets: Program Halts & New Entries" （页面存档备份，存于）, Defense Industry Daily, 30 June 2009
18. ↑  Milan Machala & Radek Doskocil , "Contemporary Trends in Development and Modernization of Rocket Systems" （页面存档备份，存于）

參考文獻
- (Fixed), "CRV7 Rocket System: Fixed Wing", Bristol Aerospace, 2002年9月
- (Rotary), "CRV7 Rocket System: Rotary Wing", Bristol Aerospace, 2007年6月

## 外部連結
- （英文）—CRV7 Rocket System - Bristol Aerospace（页面存档备份，存于）
- （英文）—CRV7 Rocket Motors
- （英文）—CRV-7 page on the RAF official site shows the modern version's complete lack of smoke